# Nachingwea
Nachingwea este o așezare situată în partea sudică a Tanzaniei, în Regiunea Lindi. La recensământul din 2002 înregistra 1.742 locuitori.